# Fernando Clavijo Batlle
Pour les articles homonymes, voir Clavijo (homonymie).
Fernando Clavijo Batlle, né le 10 août 1971 à San Cristóbal de La Laguna, est un homme politique espagnol membre de la Coalition canarienne (CC). Il est président des Canaries depuis 2023.

## Biographie

### Formation
Il étudie les sciences économiques et commerciales à l'université de La Laguna, travaillant en parallèle dans le secteur privé. Il devient ensuite conseiller auprès de l'organisme des activités musicales de San Cristóbal de La Laguna.

### Engagement chez les nationalistes canariens
Il adhère en 1992 au Regroupement ténérifain des indépendants (ATI). Devenu secrétaire général des Jeunes de l'ATI de San Cristóbal de La Laguna en 1997, il prend la tête de l'organisation de jeunesse en 2001.

### Premiers mandats locaux
Il abandonne l'ensemble de ses fonctions en 2003, à la suite de son élection au conseil municipal de San Cristóbal de La Laguna, où il est conseiller municipal délégué à la Sécurité. Après les élections du 27 mai 2007, la maire Ana Oramas le désigne, à 35 ans, premier adjoint, délégué à l'Urbanisme.

### Maire de San Cristóbal de La Laguna
À la suite de l'élection d'Oramas au Congrès des députés, Fernando Clavijo est investi maire de San Cristóbal de La Laguna le 21 novembre 2008, la CC disposant de 15 élus sur 27. Candidat à sa propre succession lors du scrutin du 22 mai 2011, il ne remporte que 13 sièges. Il entame cependant un second mandat, grâce au Parti socialiste ouvrier espagnol (PSOE).
Le 12 septembre 2014, il se présente à l'investiture de la Coalition canarienne pour les élections régionales du 24 mai 2015, contre le sortant Paulino Rivero. Au premier tour, il totalise 45 voix, contre 55 nécessaires et 40 à Rivero. Celui-ci décide alors de se retirer avant le second tour, et Clavijo obtient l'investiture par 66 voix sur 92.

### Président du gouvernement des Canaries
Lors du scrutin régional, la CC termine troisième en voix, avec 18,25 % des suffrages, mais totalise 18 députés sur 60, étant ainsi la première force parlementaire. Après avoir passé un accord avec le Parti socialiste des Canaries-PSOE (PSC-PSOE), Fernando Clavijo obtient l'investiture parlementaire le 7 juillet 2015, par 36 voix contre 24, ayant bénéficié du soutien de trois élus divers gauche. Il est officiellement nommé deux jours plus tard.
Après avoir perdu le pouvoir à la suite des élections de 2019 au profit d'une coalition de gauche, il est de nouveau candidat à la présidence du gouvernement régional lors des élections du 28 mai 2023. Le 6 juin suivant, il conclut un pacte pour gouverner les Canaries avec le Parti populaire. Ce pacte est rejoint à son tour par le Groupement indépendant d'El Hierro, tandis que le Groupement socialiste gomérien soutiendra l'investiture de Fernando Clavijo sans participer au gouvernement.
Le 12 juillet, il est élu président des Canaries avec 38 voix, soit deux de plus que la majorité absolue requise.